# Yair Kraidman
Yair Kraidman est un joueur d'échecs israélien né le 1er novembre 1932 à Haïfa. Grand maître international depuis 1976, il fut un des meilleurs joueurs israéliens des années 1950 et 1960.

## Biographie
Yair Kraidman était employé du ministère des finances.

## Palmarès
Yair Kraidman fut deuxième du championnat israélien en 1959. 

### Compétitions par équipe
Yair Kraidman a représenté Israël lors de dix olympiades de 1958 à 1976.
Après l'olympiade d'échecs de 1964 à Tel Aviv, il obtint le titre de maître international en 1965. Lors de l'olympiade d'échecs de 1968, il remporta la médaille d'argent individuelle au troisième échiquier.
En 1980, il remporta la médaille d'or individuelle au cinquième échiquier lors du championnat d'Europe d'échecs des nations.
En 2004, il remporta le championnat du monde d'échecs par équipe sénior (plus de 60 ans).

### Tournois internationaux
Yair Kraidman 1966, il finit deuxième du tournoi de Tel Aviv remporté par Svetozar Gligorić. En 1971, il fut cinquième du tournoi de Netanya remporté par Kavalek devant Reshevsky et Pachman. En 1974, il remporta le tournoi de Netanya devant Bleiman et Liberzon. En 1975, il finit deuxième, ex æquo avec Liberzon, du tournoi de Netanya (victoire de Jan Timman) devant Najdorf, Pachman, Chamkovitch, Panno et Yanovsky.
En 1976, il partagea la première place au tournoi de Beer-Sheva avec Vladimir Liberzon.